# Abrek

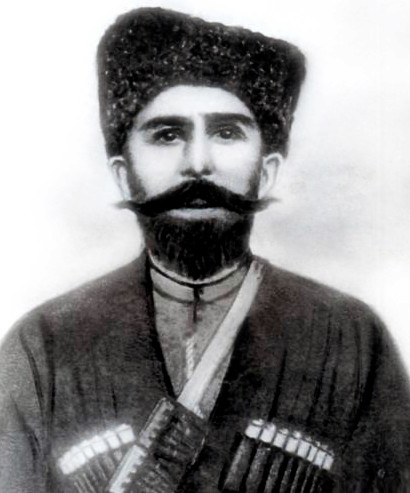
abrek checheno

Abrek (del ruso: Абрек) es un término del Cáucaso norte. Tiene su origen en la palabra osetia abræg, ladrón. En su momento fue usada para describir a una persona que hacía un juramento de renuncia a los placeres y al temor en la batalla, juramento que podía durar cinco años. Durante ese periodo, un abrek renunciaba al contacto con amigos y familiares.
Más tarde fue usado como propaganda para las guerrillas antisoviéticas de la posguerra en el Cáucaso norte, así como a otros bandoleros. Estos abreks fueron popularizados como defensores de la patria y de los pobres. El estilo de vida de los abrek incluía asimismo una vida solitaria en la naturaleza inexplorada. 
Tras el establecimiento del poder soviético, aparecieron guerrillas sobre todo en Chechenia. Los abreks chechenos desencadenaron las rebeliones de 1920-21, 1929-31 y la de 1940-44, que condujo a su deportación. El último abrek murió a los 70 años el 28 de marzo de 1976.
Abrek en la actualidad es un nombre propio comúnmente usado en países de la Unión Soviética, Polonia, Rusia y Turquía.